# Altmühl

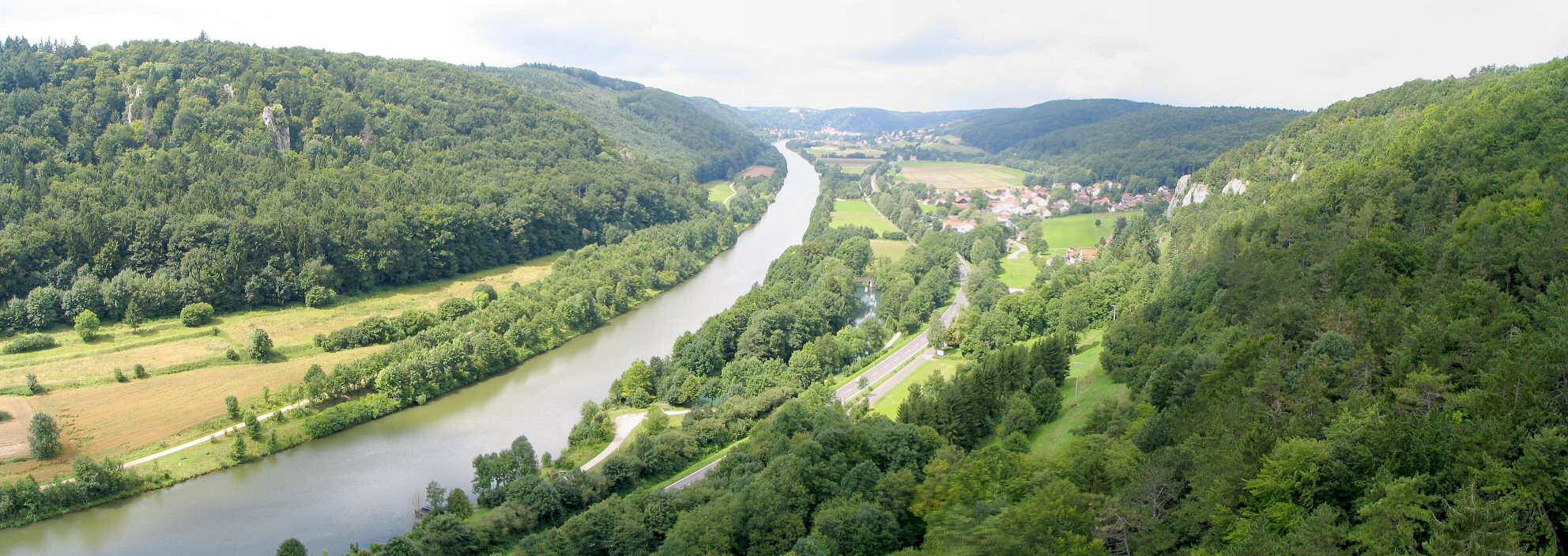
Altmühl poniżej Riedenburga jako część Kanału Men-Dunaj

Altmühl – lewobrzeżny dopływ Dunaju, ma źródła w pobliżu Ansbach – stolicy Środkowej Frankonii, będącej regionem administracyjnym Bawarii. Stąd rzeka kieruje się na południowy wschód, by wpaść do Jeziora Altmühl koło miasta Muhr am See i wypłynąć z niego na północ od miasta Gunzenhausen. Dalej rzeka płynie przez położony w Jurze Frankońskiej i słynący z pięknej przyrody Park Natury Dolina Altmühl.